# 大韓民国陸軍科学化戦闘訓練団
大韓民国陸軍科学化戦闘訓練団（だいかんみんこくりくぐんかがくかせんとうくんれんだん, Korea Combat Training Center, KCTC）は、大韓民国の陸軍と海兵隊のための戦闘訓練の機関である。この訓練団は大韓民国陸軍教育司令部の所属部隊である。

## 概要
KCTCはアメリカ合衆国のフォート・アーウィン国立訓練センターのシステムを取り入れて2002年に設立された。戦闘訓練にはレーザー交戦装置などが用いられる。設立後には独自開発の戦闘シミュレーションシステムも導入されている。
KCTCでは専門対抗軍 (전문대항군) と呼ばれる、朝鮮人民軍陸軍 (北朝鮮陸軍) を模擬した仮想敵部隊 (Opposing Force, OPFOR)が訓練に参加する部隊の相手役を務める。専門対抗軍は2015年に連隊レベルの組織に拡張され、2016年度より連隊レベルでの戦闘訓練の実施が予定されている。